# آناستازیا گیورگیوسکایا
آناستازیا پاولوونا گیورگیوسکایا (روسی: Анастаси́я Па́вловна Георгие́вская؛ ۷ نوامبر ۱۹۱۴) بازیگر و صداپیشه اهل اتحاد جماهیر شوروی بود.
از فیلم‌ها یا مجموعه‌های تلویزیونی که وی در آن‌ها نقش داشته‌است، می‌توان به فانتیک اشاره نمود.
وی بابت فعالیت‌های هنری‌اش برندهٔ جوایزی همچون جایزه دولتی اتحاد شوروی، مدال دفاع از مسکو، نشان انقلاب اکتبر، هنرمند مردمی جمهوری شوروی فدراتیو سوسیالیستی روسیه و جایزه هنرمند مردمی اتحاد جماهیر شوروی شد.